# Pepelno
Pepelno (pronuncia [pɛˈpeːlnɔ]) è un insediamento (naselje) di 103 abitanti, della municipalità di Celje nella regione della Savinjska in Slovenia.
L'area faceva tradizionalmente parte della regione storica della Stiria, ora invece è inglobata nella regione della Savinjska.